# Andrew Archer (2e baron Archer)
Andrew Archer, 2e baron Archer (29 juillet 1736 - 18 avril 1778), est un homme politique britannique whig du XVIIIe siècle.

## Biographie

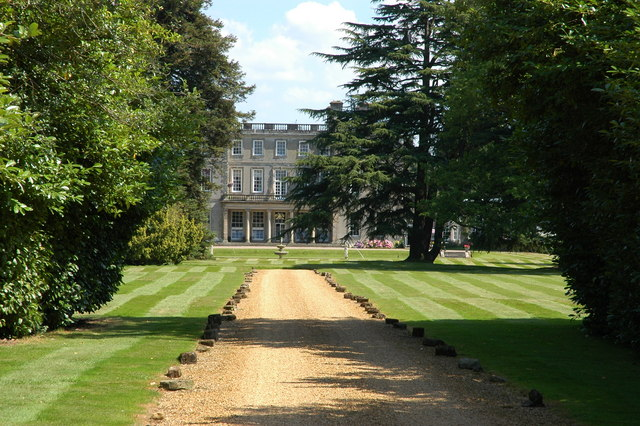
Umberslade Hall, Warwickshire

Fils de Thomas Archer (1er baron Archer), de Catherine, fille de Thomas Tipping (1er baronnet), il fait ses études au Collège d'Eton avant de monter au Trinity College, à Oxford.
En 1761, il est élu au Parlement pour Bramber et Coventry, mais choisit de siéger pour Coventry, qu'il représente jusqu'en 1768, date à laquelle il succède à son père et siège à la Chambre des lords.
Il hérite de Umberslade Hall, près de Tanworth et est enregistreur de Coventry de 1769 jusqu'à sa mort.
Lord Archer meurt à Portman Square, Marylebone, Londres, en avril 1778, à l'âge de 41 ans. Il est enterré à Tanworth. Il épouse Sarah, fille de James West d'Alscot Park, en 1761, et a un fils et quatre filles, dont Harriett, mère du magistrat et homme politique George Clive. Son fils le précède dans la tombe et la pairie disparait, mais ses biens (Umberslade, Pyrgo et un hôtel particulier à Londres) sont divisés entre sa femme et ses filles.
Umberslade passe finalement à Sarah, épouse d'Other Windsor (5e comte de Plymouth), qui épouse en secondes noces William Pitt Amherst.

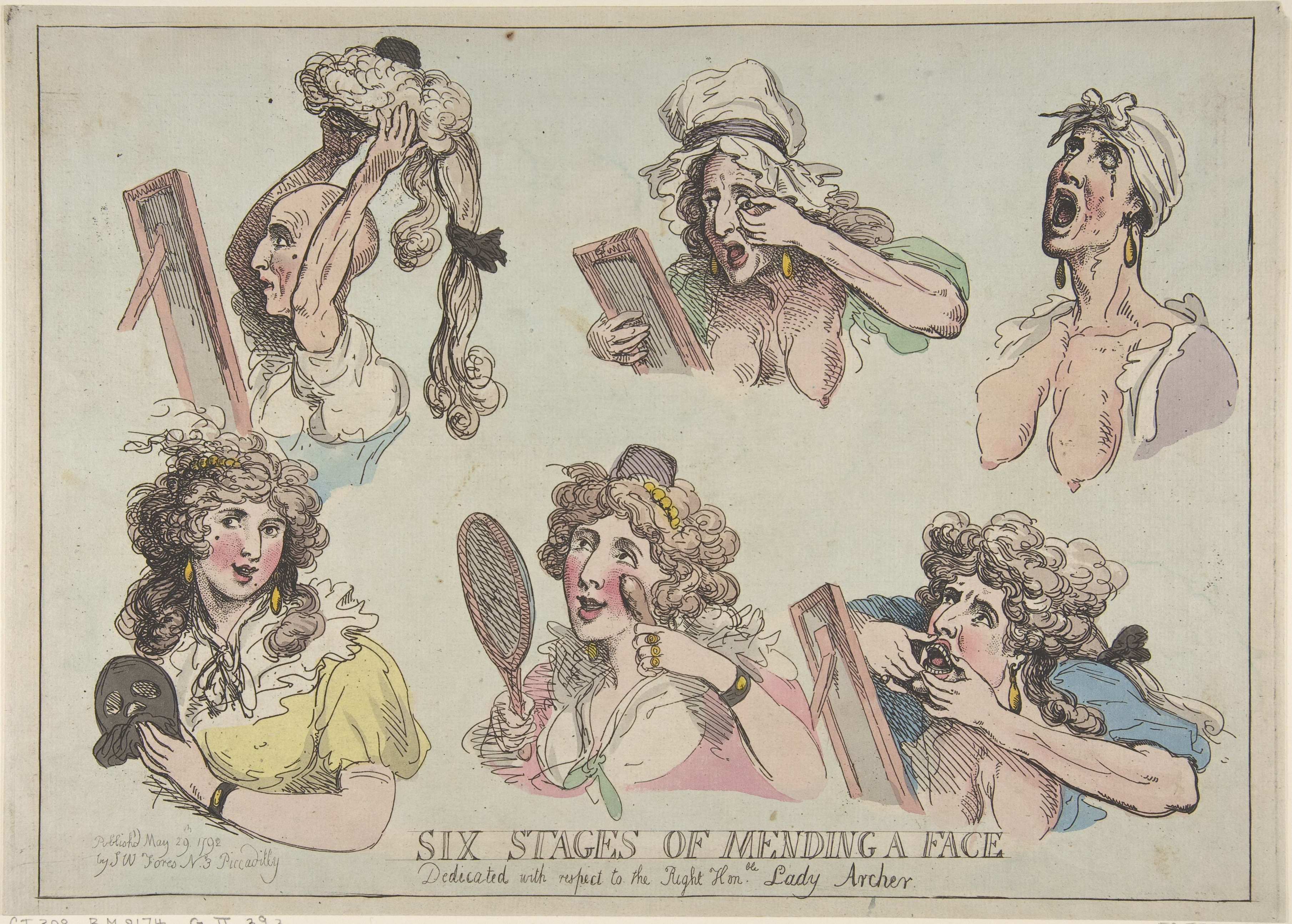
Caricature de Lady Archer, 1792

Lady Archer déménage à Londres avec ses filles et cherche à devenir une personne en vue, puis fait l'objet d'une série de caricatures malveillantes dans la presse. Elle meurt à Charles Street, à Grosvenor Square, à Londres, en février 1801, à l'âge de 59 ans.